# Tianyi Yihuai
Tianyi Yihuai (chiń. 天衣義懷, pinyin Tiānyī Yìhuái; kor. 천의의회 Ch'ŏnui Uihoe; jap. Tenne Gikai; wiet. Thiên Y Nghĩa Hoài; ur. 993, zm. 1064) – chiński mistrz chan szkoły yunmen.

## Życiorys
Tianyi pochodził z nadbrzeżnego miasta Leqing, które znajdowało się na terenie dzisiejszej prow. Zhejiang. Był synem rybaka i odmówił zabijania ryb podczas połowów.
Jako młodzieniec został nowicjuszem w klasztorze Tiantong, który znajdował się w okolicy dzisiejszego miasta Ningbo w prow. Zhejiang. Około 1027 r. zdał pisemny egzamin dla mnichów i następnie udał się na wędrówkę, praktykując w wielu klasztorach.
W czasie wędrówki towarzyszył mu późniejszy mistrz chan Fushan Fayuan (991–1067). Dotarli m.in. do mistrza chan Shexiana Guixinga, który miał opinię niezwykle surowego, wywołującego strach u mnichów. Było to w połowie niezwykle srogiej zimy. Guishan oblał ich zimną wodą i stosował dalsze szykany. Wreszcie Tianyi powiedział My dwaj przebyliśmy tysiąc mil tylko po to, aby studiować u ciebie; jak moglibyśmy odejść tylko po jednym wiaderku wody wylanej na nas? Nawet jak pobijesz nas na śmierć, nie odejdziemy. Guixing wybuchnął śmiechem i przyjął ich do klasztoru.
Podczas tych wędrówek pojawiły się u Tianyiego wątpliwości związane z wiarą i praktyką. Wreszcie pewien stary mnich imieniem Fahua poradził mu Idź do Yunmena lub Linjiego!
Ostatecznie Tianyi dotarł do klasztoru Cuifeng w Suzhou, który był prowadzony przez wielkiego mistrza chan Xuedou Chogxiana.
Podczas ich pierwszego spotkania Xuedou powiedział Jak się nazywasz?
Tianyi powiedział Yihuai.
Chongxian powiedział Dlaczego nie Huaiyi?
Tianyi powiedział Takie imię zostało mi nadane.
Chongxian powiedział Kto nadał ci to imię?
Tianyi powiedział Otrzymałem go podczas ordynacji prawie dziesięć lat temu.
Chongxian powiedział Jak wiele par sandałów schodziłeś od czasu, gdy rozpocząłeś wędrówkę?
Tianyi powiedział Mistrz nie powinien zwodzić ludzi!
Chongxian powiedział Nie powiedziałem niczego niewłaściwego. Co masz na myśli?
Tianyi milczał.
Chongxin uderzył go i powiedział Obnażona cisza i oto oszustwo! Wyjdź!
Później Tianyi udał się na rozmowę do pokoju mistrza. Chongxian powiedział Tak praktykując nie osiągniesz tego. Nie praktykując tak nie osiągniesz tego. Ten sposób lub nie w ten sposób, żaden sposób nie osiągnie tego.
Tianyi zaczął mówić, lecz Chongxian wyrzucił go z pokoju uderzeniami. Powtórzyło się to czterokrotnie. W jakiś czas potem, gdy Tianyi nabrał wody ze źródła i niósł ją na koromyśle do klasztoru, koromysło nagle się złamało. Gdy wiadro spadło na ziemię, Tianyi osiągnął oświecenie. Skomponował wtedy następującą gathę, w pełni zaakceptowaną przez mistrza
Raz, dwa, trzy, cztery, pięć, sześć, siedem,
Samotny na szczycie 80,000-stopowej góry,
Wyrywając perłę ze szczęk czarnego smoka,
Jedno słowo naraża Wimalakirtiego.

## Linia przekazu Dharmy zen
Pierwsza liczba oznacza liczbę pokoleń od Pierwszego Patriarchy chan w Indiach Mahakaśjapy.
Druga liczba oznacza liczbę pokoleń od Pierwszego Patriarchy chan w Chinach Bodhidharmy.
Trzecia liczba oznacza początek nowej linii przekazu w innym kraju.
- 33/6. Dajian Huineng (638–713)
  - 34/7. Qingyuan Xingsi (660–740)
    - 35/8. Shitou Xiqian (700–790)
      - 36/9. Tianhuang Daowu (748–807)
        - 37/10. Longtan Chongxin (782–865)
          - 38/11. Deshan Xuanjian (819–914)
            - 39/12. Xuefeng Yicun (822–908)
              - 40/13. Yunmen Wenyan (862–949) szkoła yunmen
                - 41/14. Xianglin Chengyuan (908–987)
                  - 42/15. Zhimen Guangzuo (zm. 1031)
                    - 43/16. Jiufeng Qin (bd)
                    - 43/16. Xuedou Chongxian (980–1052) autor Biyan lu
                      -                         - 44/17. Tianyi Yihuai (993–1064)
                          - 45/18. Fayun Faxiu (1027–1090)
                          - 45/18. Changlu Yingfu (bd)
                          - 45/18. Yuantong Fashen (bd)
                          - 45/18. Yang Wuwei (bd)
                          - 45/18/ Yuanfeng Qingman (bd)

                        - 44/17/1. Chengtian Chuanzong ta linia przekazu została przeniesiona do Wietnamu przez Caodonga (wietn. Thảo Đường)